# The Irrawaddy
The Irrawaddy is een onafhankelijk non-profitnieuwsblad in Myanmar. Het blad is genoemd naar de langste rivier in het land, de Irrawaddy. Het blad verschijnt in het Engels en Birmaans, in eerste instantie elke twee maanden en sinds 2010 elk kwartaal.
Het tijdschrift werd in 1993 in ballingschap opgericht door Aung Zaw. Sinds 1995/96 wordt het blad uitgegeven vanuit Chiang Mai, Noord-Thailand, en vanaf 2000 is The Irrawaddy ook te lezen op het internet. Het repressieve bewind in Myanmar heeft de verschijning van het tijdschrift in Myanmar verboden en ook de website verschillende malen geblokkeerd.
In 2010 werd Zaw dankzij zijn nieuwsblad onderscheiden met een Prins Claus Prijs voor zijn actieve toewijding aan het ideaal van een democratische regering in het land.